# Шарл Перо
Шарл Перо (фр. Charles Perrault; Париз, 12. јануар 1628 — Париз, 16. мај 1703) сматра се зачетником модерне европске бајке. По професији адвокат, заједно са својом браћом Пјером и Клодом показивао је интересовање за књижевност свога времена. Живео је у време класицизма.

## Биографија
Перо је најпре радио као чиновник задужен за краљевска здања. Књижевни углед почео је да стиче око 1660. године једноставнијом поезијом и љубавним песмама, а провео остатак живота у унапређивању знања о књижевности и уметности. Године 1671. изабран је за члана Француске академије, која се ускоро оштро поделила на традиционалисте и модернисте. Перо је подржао модерније погледе јер, мислио је, како год цивилизација напредује, тако напредује и књижевност, те је због тога стара књижевност неизбежно грубља и варварскија од модерне. У својој песми „Доба Луја Великог“ поставио је модерне писце попут Молијера и Франсоа де Малербеа изнад класичних грчких и римских писаца.
Са својим демократским уверењима, Шарл Перо се сударио са класицистичком доктрином Николе Боалоа. У то време у књижевности су владали антички мотиви, тзв. висока књижевност и правилан класицистички стих. Перо је устао против аристократског класицизма, борећи се за увођење тема из свакодневног живота. Узимајући инспирацију из народа, али и надограђујући фолклор својим стваралачким духом, Перо је на најбољи могући начин показао колико су незаобилазна искуства народне традиције ако се користе за стварање оригиналних књижевних дела.
Године 1696. без потписа је објавио своју прву причу под називом „Успавана лепотица“. Наредне године објавио је своју прву књигу под насловом „Приче и бајке из старих времена с поуком“. Поред „Успаване лепотице“, ту се нашло још седам бајки: „Црвенкапа“, „Мачак у чизмама“, „Пепељуга“ и друге.
Бајке Шарла Пероа су опште прихваћене како код деце, тако и код одраслих, будући да задовољавају неколико једноставних услова: написане су једноставним, разумљивим језиком, са узбудљивим садржајем и нескривеном моралном поуком. Пероове бајке оставиле су дубок траг у будућој књижевности за децу. Њихов утицај се осећа у књижевном раду браћe Грим, Андерсена, Пушкина и других.
Петар Чајковски је компоновао музику за балет на основу Пероове бајке „Успавана лепотица”.
Био је члан Француске академије, на позицији 23, 1671—1703.

## Бајке Шарла Пероа
- Црвенкапа
- Успавана лепотица
- Мачак у чизмама
- Виле
- Рике с чуперком (Краљевић Чуперак)
- Плавобради
- Палчић
- Магарећа кожа
- Гризелда
- Три жеље
- Пепељуга